# Puchar Świata w narciarstwie alpejskim mężczyzn 2017/2018
Puchar Świata w narciarstwie alpejskim mężczyzn 2017/2018 to 52. edycja tej imprezy. Cykl rozpoczął się w fińskim Levi, 12 listopada 2017 roku, zaś zakończył zawodami w Åre w połowie marca. Pierwotnie cykl Pucharu Świata miał się rozpocząć 2 tygodnie wcześniej w austriackim Sölden, lecz z powodu zbyt silnych podmuchów wiatru zawody postanowiono odwołać. W dniach 8–24 lutego 2018 roku odbyły się XXIII Zimowe Igrzyska Olimpijskie w Pjongczangu.

## Podium zawodów

### Indywidualnie
| Lp.                                                  | Data                 | Miejscowość            | Trasa                         | Konkurencja       | 1. Miejsce                        | 2. Miejsce                       | 3. Miejsce                       |
| ---------------------------------------------------- | -------------------- | ---------------------- | ----------------------------- | ----------------- | --------------------------------- | -------------------------------- | -------------------------------- |
|                                                      | 29 października 2017 | Sölden                 |                               | gigant            | Zawody odwołane.                  | Zawody odwołane.                 | Zawody odwołane.                 |
| 1.                                                   | 12 listopada 2017    | Levi                   | Levi Black                    | slalom            | Felix Neureuther                  | Henrik Kristoffersen             | Mattias Hargin                   |
| 2.                                                   | 25 listopada 2017    | Lake Louise            | Men’s Olympic/East Summit     | zjazd             | Beat Feuz                         | Matthias Mayer                   | Aksel Lund Svindal               |
| 3.                                                   | 26 listopada 2017    | Lake Louise            | Men’s Olympic/East Summit     | supergigant       | Kjetil Jansrud                    | Max Franz                        | Hannes Reichelt                  |
| 4.                                                   | 1 grudnia 2017       | Beaver Creek           | Birds of Prey/Golden Eagle    | supergigant       | Vincent Kriechmayr                | Kjetil Jansrud                   | Hannes Reichelt                  |
| 5.                                                   | 2 grudnia 2017       | Beaver Creek           | Birds of Prey/Golden Eagle    | zjazd             | Aksel Lund Svindal                | Beat Feuz                        | Thomas Dreßen                    |
| 6.                                                   | 3 grudnia 2017       | Beaver Creek           | Birds of Prey/Golden Eagle    | gigant            | Marcel Hirscher                   | Henrik Kristoffersen             | Stefan Luitz                     |
| 7.                                                   | 9 grudnia 2017       | Val d’Isère            | Stade Olympique de Bellevarde | gigant            | Alexis Pinturault                 | Stefan Luitz                     | Marcel Hirscher                  |
| 8.                                                   | 10 grudnia 2017      | Val d’Isère            | Stade Olympique de Bellevarde | slalom            | Marcel Hirscher                   | Henrik Kristoffersen             | André Myhrer                     |
| 9.                                                   | 15 grudnia 2017      | Val Gardena            | Saslong                       | supergigant       | Josef Ferstl                      | Max Franz                        | Matthias Mayer                   |
| 10.                                                  | 16 grudnia 2017      | Val Gardena            | Saslong                       | zjazd             | Aksel Lund Svindal                | Kjetil Jansrud                   | Max Franz                        |
| 11.                                                  | 17 grudnia 2017      | Alta Badia             | Gran Risa                     | gigant            | Marcel Hirscher                   | Henrik Kristoffersen             | Žan Kranjec                      |
| 12.                                                  | 18 grudnia 2017      | Alta Badia             | Gran Risa                     | gigant równoległy | Matts Olsson                      | Henrik Kristoffersen             | Marcel Hirscher                  |
| 13.                                                  | 22 grudnia 2017      | Madonna di Campiglio   | Canalone Miramonti            | slalom            | Marcel Hirscher                   | Luca Aerni                       | Henrik Kristoffersen             |
| 14.                                                  | 28 grudnia 2017      | Bormio                 | Stelvio                       | zjazd             | Dominik Paris                     | Aksel Lund Svindal               | Kjetil Jansrud                   |
| 15.                                                  | 29 grudnia 2017      | Bormio                 | Stelvio                       | superkombinacja   | Alexis Pinturault                 | Peter Fill                       | Kjetil Jansrud                   |
| 16.                                                  | 1 stycznia 2018      | Oslo                   | –                             | slalom równoległy | André Myhrer                      | Michael Matt                     | Linus Straßer                    |
| 17.                                                  | 4 stycznia 2018      | Zagrzeb                | Crveni Spust                  | slalom            | Marcel Hirscher                   | Michael Matt                     | Henrik Kristoffersen             |
| 18.                                                  | 6 stycznia 2018      | Adelboden              | Chuenisbärgli                 | gigant            | Marcel Hirscher                   | Henrik Kristoffersen             | Alexis Pinturault                |
| 19.                                                  | 7 stycznia 2018      | Adelboden              | Chuenisbärgli                 | slalom            | Marcel Hirscher                   | Michael Matt                     | Henrik Kristoffersen             |
| 20.                                                  | 12 stycznia 2018     | Wengen                 | Lauberhorn/Männlichen         | superkombinacja   | Victor Muffat-Jeandet             | Pawieł Trichiczew                | Peter Fill                       |
| 21.                                                  | 13 stycznia 2018     | Wengen                 | Lauberhorn                    | zjazd             | Beat Feuz                         | Aksel Lund Svindal               | Matthias Mayer                   |
| 22.                                                  | 14 stycznia 2018     | Wengen                 | Jungfrau/Männlichen           | slalom            | Marcel Hirscher                   | Henrik Kristoffersen             | Andre Myhrer                     |
| 23.                                                  | 19 stycznia 2018     | Kitzbühel              | Streifalm                     | supergigant       | Aksel Lund Svindal                | Kjetil Jansrud                   | Matthias Mayer                   |
| 24.                                                  | 20 stycznia 2018     | Kitzbühel              | Streif                        | zjazd             | Thomas Dreßen                     | Beat Feuz                        | Hannes Reichelt                  |
| 25.                                                  | 21 stycznia 2018     | Kitzbühel              | Ganslern                      | slalom            | Henrik Kristoffersen              | Marcel Hirscher                  | Daniel Yule                      |
| 26.                                                  | 23 stycznia 2018     | Schladming             | Planai                        | slalom            | Marcel Hirscher                   | Henrik Kristoffersen             | Daniel Yule                      |
| 27.                                                  | 27 stycznia 2018     | Garmisch-Partenkirchen | Kandahar 1                    | zjazd             | Beat Feuz                         | Vincent Kriechmayr Dominik Paris |                                  |
| 28.                                                  | 28 stycznia 2018     | Garmisch-Partenkirchen | Kandahar 2                    | gigant            | Marcel Hirscher                   | Manuel Feller                    | Ted Ligety                       |
| 29.                                                  | 30 stycznia 2018     | Sztokholm              | –                             | slalom równoległy | Ramon Zenhäusern                  | André Myhrer                     | Linus Straßer                    |
| XXIII. Zimowe Igrzyska Olimpijskie 2018 – Pjongczang |                      |                        |                               |                   |                                   |                                  |                                  |
| 30.                                                  | 3 marca 2018         | Kranjska Gora          | Podkoren 3                    | gigant            | Marcel Hirscher                   | Henrik Kristoffersen             | Alexis Pinturault                |
| 31.                                                  | 4 marca 2018         | Kranjska Gora          | Podkoren 3                    | slalom            | Marcel Hirscher                   | Henrik Kristoffersen             | Ramon Zenhäusern                 |
| 32.                                                  | 10 marca 2018        | Kvitfjell              | Olympiabakken                 | zjazd             | Thomas Dreßen                     | Beat Feuz                        | Aksel Lund Svindal               |
| 33.                                                  | 11 marca 2018        | Kvitfjell              | Olympiabakken                 | supergigant       | Kjetil Jansrud                    | Beat Feuz                        | Brice Roger                      |
| 34.                                                  | 14 marca 2018        | Åre                    | Olympia                       | zjazd             | Matthias Mayer Vincent Kriechmayr |                                  | Beat Feuz                        |
| 35.                                                  | 15 marca 2018        | Åre                    | Olympia                       | supergigant       | Vincent Kriechmayr                | Christof Innerhofer              | Aksel Lund Svindal Thomas Dreßen |
| 36.                                                  | 17 marca 2018        | Åre                    | Olympia                       | gigant            | Marcel Hirscher                   | Henrik Kristoffersen             | Victor Muffat-Jeandet            |
| 37.                                                  | 18 marca 2018        | Åre                    |                               | slalom            | Zawody odwołane.                  | Zawody odwołane.                 | Zawody odwołane.                 |

### Drużynowy slalom gigant równoległy
| Data          | Miejscowość | 1. Miejsce | 2. Miejsce | 3. Miejsce |
| ------------- | ----------- | ---------- | ---------- | ---------- |
| 16 marca 2018 | Åre         | Szwecja    | Francja    | Niemcy     |

## Wyniki reprezentantów Polski
| Zawodnik | Levi 12.11 | Lake Louise 25.11 | Lake Louise 26.11 | Beaver Creek 01.12 | Beaver Creek 02.12 | Beaver Creek 03.12 | Val d’Isère 09.12 | Val d’Isère 10.12 | Val Gardena 15.12 | Val Gardena 16.12 | Alta Badia 17.12 | Alta Badia 18.12 | Madonna di Campiglio 22.12 | Bormio 28.12 | Bormio 29.12 | Oslo 01.01 | Zagrzeb 04.01 | Adelboden 06.01 | Adelboden 07.01 | Wengen 12.01 | Wengen 13.01 | Wengen 14.01 | Kitzbühel 19.01 | Kitzbühel 20.01 | Kitzbühel 21.01 | Schladming 23.01 | Ga-Pa 27.01 | Ga-Pa 28.01 | Sztokholm 30.01 | Kranjska Gora 03.03 | Kranjska Gora 04.03 | Kvitfjell 10.03 | Kvitfjell 11.03 | Åre 14.03 | Åre 15.03 | Åre 16.03 | Åre 17.03 |
| P. Babicki | –          | –                 | –                 | –                  | –                  | –                  | –                 | –                 | –                 | –                 | –                | –                | –                          | 67           | dns²         | –          | –             | –               | –               | –            | –            | –            | 56              | –               | –               | –                | –           | –           | –               | –                   | –                   | –               | –               | –         | –         | –         | –         |
| A. Chrapek | –          | –                 | –                 | –                  | –                  | –                  | –                 | –                 | –                 | –                 | –                | –                | –                          | –            | –            | –          | –             | dnq54           | dnq58           | –            | –            | –            | –               | –               | –               | –                | –           | –           | –               | –                   | –                   | –               | –               | –         | –         | –         | –         |
| M. Jasiczek | dnq62      | –                 | –                 | –                  | –                  | –                  | –                 | –                 | –                 | –                 | –                | –                | dnf1                       | –            | –            | –          | –             | –               | –               | –            | –            | –            | –               | –               | –               | –                | –           | –           | –               | –                   | –                   | –               | –               | –         | –         | –         | –         |
| M. Kłusak | –          | 69                | dnf1              | –                  | –                  | –                  | –                 | –                 | dns1              | 69                | –                | –                | –                          | –            | –            | –          | –             | –               | –               | –            | –            | –            | –               | –               | –               | –                | –           | –           | –               | –                   | –                   | dnf1            | dnf1            | –         | –         | –         | –         |
| Miejsca na podium Punktowane miejsca Niepunktowane miejsca dnf – Zawodnik nie ukończył przejazdu. dns – Zawodnik nie wystartował. dsq – Zawodnik został zdyskwalifikowany. dnq – Zawodnik nie zakwalifikował się do drugiego przejazdu, cyfry na górze, pokazują miejsce zajęte przez zawodnika w 1. przejeździe. 1 – Zawodnik nie wystartował, nie ukończył przejazdu lub został zdyskwalifikowany w 1. rundzie. 2 – Zawodnik nie wystartował, nie ukończył przejazdu lub został zdyskwalifikowany w 2. rundzie. |            |                   |                   |                    |                    |                    |                   |                   |                   |                   |                  |                  |                            |              |              |            |               |                 |                 |              |              |              |                 |                 |                 |                  |             |             |                 |                     |                     |                 |                 |           |           |           |           |

## Klasyfikacje
| Lp. | Zawodnik             | Punkty |
| --- | -------------------- | ------ |
| 1.  | Marcel Hirscher      | 1620   |
| 2.  | Henrik Kristoffersen | 1285   |
| 3.  | Aksel Lund Svindal   | 886    |
| 4.  | Kjetil Jansrud       | 884    |
| 5.  | Beat Feuz            | 856    |
| 6.  | Alexis Pinturault    | 707    |
| 7.  | Vincent Kriechmayr   | 704    |
| 8.  | Thomas Dreßen        | 672    |
| 9.  | Matthias Mayer       | 622    |
| 10. | Hannes Reichelt      | 535    |

| Lp. | Zawodnik           | Punkty |
| --- | ------------------ | ------ |
| 1.  | Beat Feuz          | 682    |
| 2.  | Aksel Lund Svindal | 612    |
| 3.  | Thomas Dreßen      | 446    |
| 4.  | Dominik Paris      | 386    |
| 5.  | Vincent Kriechmayr | 384    |
| 6.  | Matthias Mayer     | 348    |
| 7.  | Kjetil Jansrud     | 343    |
| 8.  | Hannes Reichelt    | 268    |
| 9.  | Adrien Théaux      | 238    |
| 10. | Max Franz          | 207    |

| Lp. | Zawodnik            | Punkty |
| --- | ------------------- | ------ |
| 1.  | Kjetil Jansrud      | 400    |
| 2.  | Vincent Kriechmayr  | 320    |
| 3.  | Aksel Lund Svindal  | 274    |
| 4.  | Hannes Reichelt     | 267    |
| 5.  | Max Franz           | 226    |
| 6.  | Josef Ferstl        | 195    |
| 7.  | Christof Innerhofer | 189    |
| 8.  | Matthias Mayer      | 180    |
| 9.  | Beat Feuz           | 174    |
| 10. | Adrien Théaux       | 169    |

| Lp. | Zawodnik              | Punkty |
| --- | --------------------- | ------ |
| 1.  | Marcel Hirscher       | 720    |
| 2.  | Henrik Kristoffersen  | 575    |
| 3.  | Alexis Pinturault     | 329    |
| 4.  | Manuel Feller         | 309    |
| 5.  | Matts Olsson          | 299    |
| 6.  | Žan Kranjec           | 272    |
| 7.  | Justin Murisier       | 228    |
| 8.  | Leif Kristian Haugen  | 198    |
| 9.  | Loic Meillard         | 175    |
| 10. | Victor Muffat-Jeandet | 167    |

| Lp. | Zawodnik               | Punkty |
| --- | ---------------------- | ------ |
| 1.  | Marcel Hirscher        | 874    |
| 2.  | Henrik Kristoffersen   | 710    |
| 3.  | André Myhrer           | 460    |
| 4.  | Michael Matt           | 388    |
| 5.  | Daniel Yule            | 370    |
| 6.  | Ramon Zenhäusern       | 326    |
| 7.  | Luca Aerni             | 305    |
| 8.  | Sebastian Foss Solevåg | 297    |
| 9.  | Stefano Gross          | 274    |
| 10. | Manfred Mölgg          | 244    |

| Lp. | Zawodnik              | Punkty |
| --- | --------------------- | ------ |
| 1.  | Peter Fill            | 140    |
| 2.  | Kjetil Jansrud        | 110    |
| 3.  | Victor Muffat-Jeandet | 105    |
| 4.  | Alexis Pinturault     | 100    |
| 5.  | Mauro Caviezel        | 90     |
| 6.  | Pawieł Trichiczew     | 80     |
| 7.  | Matthias Mayer        | 72     |
| 8.  | Thomas Dreßen         | 63     |
| 9.  | Justin Murisier       | 48     |
| 10. | Broderick Thompson    | 46     |